# Vivant Denon (buste)
Vivant Denon, désigné sous le nom Dominique-Vivant baron Denon (1747-1825) directeur du musée Napoléon au Louvre, est un buste en hermès sculpté par Joseph Charles Marin en 1827. Il représente l'ancien directeur du musée du Louvre, Dominique-Vivant Denon.

## Description
Ce buste en hermès, fait de marbre, est haut de 60 cm pour une largeur de 34 cm et pèse 72 kg. L'inscription V. DENON permet d'identifier Vivant Denon, l'ancien directeur du musée du Louvre, ancien Musée Napoléon au Louvre.

## Historique
Le buste est commandé le 3 juillet 1827 par le ministère de la Maison du Roi. Le bloc de marbre, quant à lui, est livré cinq jours plus tard, le 8 juillet. Le contexte de cette commande se résume au Salon de 1827 qui s'est tenu à Paris. Lors de ce Salon, il était présenté sous le numéro 1794. Il entrera au musée du Louvre en décembre de la même année.
Il entrera au musée avec une vingtaine d'autres œuvres du Salon. C'est aussi l'une des sept œuvres de Marin exposées au musée.

## Expositions
Le buste, depuis le début des années 2000, a quitté les enceintes du musée du Louvre six fois. La première fois qu'il quitte le musée, c'est pour l'exposition sur le comte de Nieuwerkerke au Musée national du château de Compiègne, le 19 septembre 2000. Ensuite, il traverse la moitié du globe pour arriver au Mémorial Tchang Kaï-Chek pour l'exposition Eternelle Egypte, 4 000 ans d'histoire, à Taïwan, le 21 novembre 2003. Vient ensuite l'exposition Napoléon et le Louvre pour laquelle le buste voyagera premièrement à Pékin, au musée du Palais de la Cité Interdite le 4 avril 2008, puis, secondement, en Russie, au Musée historique d'Etat de Moscou, le 20 septembre 2010. La dernière fois qu'il quitte le musée, c'est pour l'exposition L'Invention du Louvre qui se déroule du 12 janvier 2017 au Musée national de Chine, à Pékin, au 24 juillet de la même année, à l'Heritage Museum.

### Château de Compiègne
Lors de l'exposition sur Le compte de Nieuwerkerke, art et pouvoir sous Napoléon III, se déroulant au Musée national du château de Compiègne, du 6 octobre 2000 au 8 janvier 2001, le buste a été exposé. Il encadrait une Minerve de porphyre avec le buste Le Comte de Forbin de Joseph-Marius Ramus, lui aussi exposé au château sous la direction du musée du Louvre.
Il est à noter que le château avait précédemment, pendant l'hiver 1998-2000, consacré une exposition à Denon dans laquelle le buste n'était pas exposé.